# Soemmeringia semperflorens
Genre
Espèce
Soemmeringia semperflorens est une espèce de plantes à fleurs dicotylédones de la famille des Fabaceae, sous-famille des Faboideae, originaire d'Amérique du Sud. C'est l'unique espèce acceptée du genre Soemmeringia (genre monotypique).